# EU Гидры
EU Гидры (лат. EU Hydrae) — тройная звезда в созвездии Гидры на расстоянии приблизительно 1002 световых лет (около 307 парсек) от Солнца.
Пара первого и второго компонентов — двойная затменная переменная звезда типа Алголя (EA). Фотографическая звёздная величина звезды — от +10,8m до +10,1m. Орбитальный период — около 0,7782 суток (18,677 часа).
Открыта Куно Хофмейстером в 1931 году***.

## Характеристики
Первый компонент — жёлто-белая звезда спектрального класса F0, или F2, или F6. Масса — около 1,39 солнечной, радиус — около 1,55 солнечного, светимость — около 4,89 солнечной. Эффективная температура — около 6906 K.
Второй компонент — жёлтый карлик спектрального класса G0, или K0-4. Масса — около 0,19 солнечной, радиус — около 1,01 солнечного, светимость — около 0,27 солнечной. Эффективная температура — около 4152 K.
Третий компонент — красный карлик спектрального класса M4. Масса — около 0,28 солнечной. Орбитальный период — около 30,1 года.